# Nieuwendijk (Brabant-Septentrional)
Pour les articles homonymes, voir Nieuwendijk.
Nieuwendijk est un village néerlandais de 3 465 habitants (2006), situé dans la commune d'Altena dans la province du Brabant-Septentrional, dans le Pays de Heusden et d'Altena.
Nieuwendijk est située sur une digue à l'est du Biesbosch, environ à l'ancienne embouchure de l'Alm.
Historiquement, Nieuwendijk est constitué de deux villages sur la digue, Nieuwendijk et Kille. Kille appartenait jusqu'en 1950 à la commune de De Werken en Sleeuwijk, tandis que Nieuwendijk, depuis 1879, faisait partie de la commune d'Almkerk. Avant 1879, le village était même divisé entre deux communes : Almkerk et Emmikhoven en Waardhuizen, mais le rattachement d'Emmikhoven en Waardhuizen à Almkerk permettait de regrouper les deux parties du village dans une même commune. Seulement en 1973, Nieuwendijk et Kille furent réunis dans la même commune de Werkendam.
En 1840, Nieuwendijk avait 528 habitants, dont 219 dans la commune d'Almkerk et 307 dans celle d'Emmikhoven en Waardhuizen.
Lors de l'inondation de 1953, la digue protégeant le village rompit, et Nieuwendijk fut gravement touché par les eaux.